# Florence Phillips
Dorothea Sarah Florence Alexandra Phillips ou Lady Philips - (née Ortlepp, le 14 juin 1863 dans la colonie du Cap et morte le 23 août 1940 en Afrique du Sud) est une collectionneuse d'œuvres d'art et une mécène sud-africaine. Elle participe à la création de plusieurs institutions culturelles, dont certaines continuent de tenir un rôle important, et s'attache également à la préservation d'éléments du patrimoine, y compris le patrimoine des peuples autochtones. 
Florence Philips est également l'épouse de Sir Lionel Phillips (1855-1936), 1er Baronnet de son rang,  homme d'affaires, financier et magnat de l'exploitation minière en Afrique du Sud, impliqué également dans la vie politique du Transvaal. Vivant en Afrique du Sud, Florence Philips et son mari ont cependant conservé une vision pro-occidentale et britannique de leur identité et ont encouragé l'immigration européenne dans le pays.

## Biographie

### De l'Afrique du Sud à la Grande-Bretagne
Florence Ortlepp est née au Cap, en 1863, fille unique d'un couple d'afrikaners aux revenus modestes, Albert Frederick Ortlepp, un géomètre et naturaliste, originaire d'une famille venant de Silésie, et de Sarah Walker. 
Elle reçoit une formation dans les institutions scolaires de Rondebosch et, plus tard, de Bloemfontein. Elle rencontre son futur mari, Lionel Phillips, d'origine britannique, alors qu'elle travaille dans une mine de diamants, et l'épouse en 1885. Ils déménagent à Johannesbourg en 1889. 
Elle voyage beaucoup à partir de 1887. Mais en 1896, elle revient en hâte lors du procès de son mari pour son implication dans le Raid Jameson, un projet avorté mené par des proches de Cecil Rhodes contre la République sud-africaine du Transvaal. L'opération menée par Leander Starr Jameson incluait le soulèvement des uitlanders, en grande partie des expatriés britanniques (un soulèvement qui n'a pas eu lieu). Philips est condamné à mort lors du procès mais après six mois d'emprisonnement, lui et ses comparses sont libérés par le président Paul Kruger et chacun condamnés à une amende de 25 000 £ et bannis du Transvaal. 
Lionel Philips et son épouse partent en exil pour Londres et s'installent au Grosvenor Square, tout en maintenant une maison de campagne à Tylney Hall dans le Hampshire. Lors de ces années passées à Londres, Florence Phillips acquiert un vif intérêt pour l'art et achète de nombreuses œuvres d'artistes de l'époque comme William Orpen, William Rothenstein, Walter Sickert, Philip Wilson Steer, Camille Pissarro, Claude Monet et Alfred Sisley.
Lors d'une visite en Afrique du Sud en 1905, elle recommande à Rudolf Marloth d'entreprendre la rédaction d'une livre sur la flore de l'Afrique du Sud, Flora of South Africa, une étude botanique faisant référence, publiée en 6 volumes entre 1913 et 1932.

### Retour en Afrique du Sud

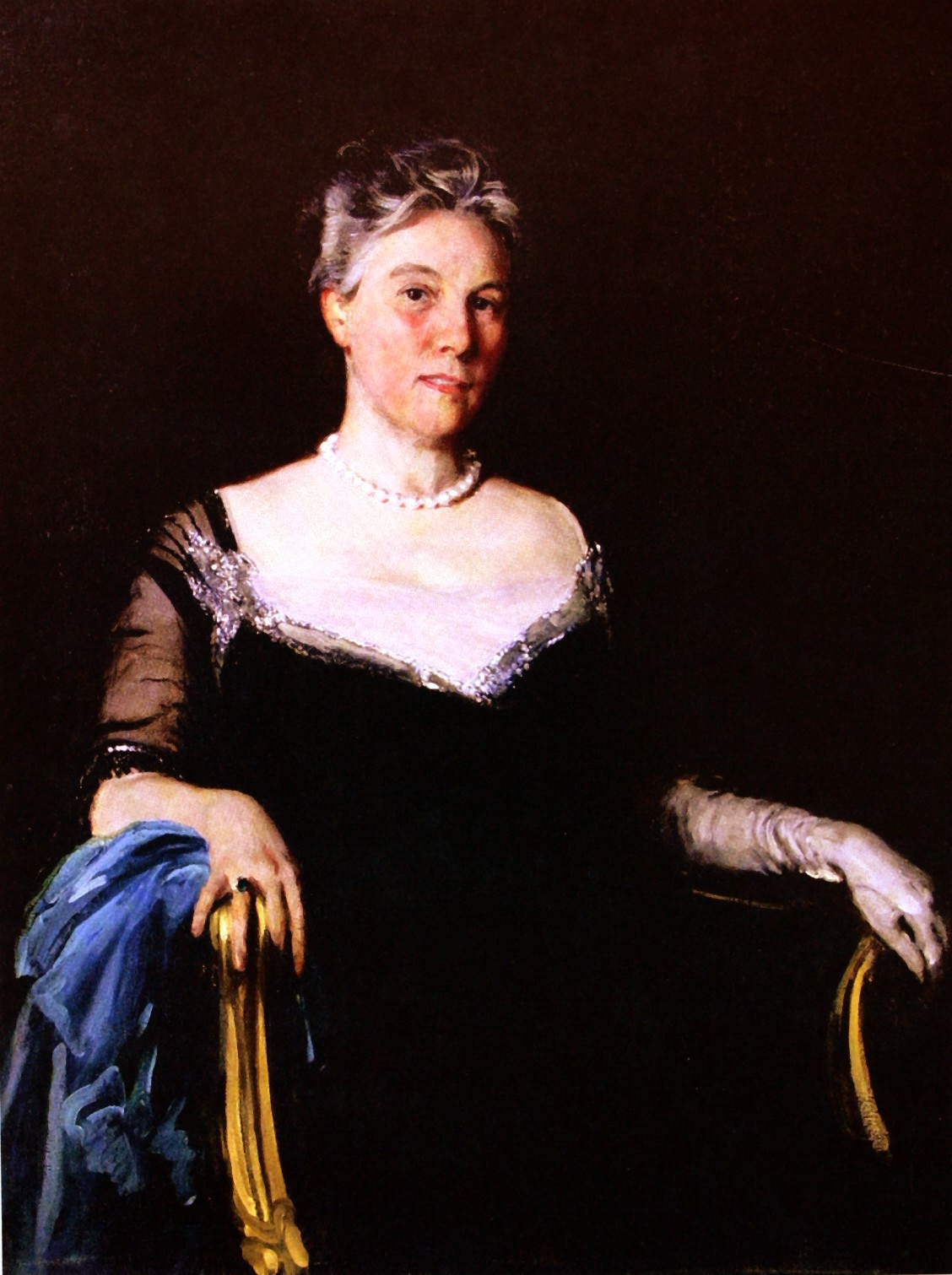
Florence Phillips par Sir William Nicholson

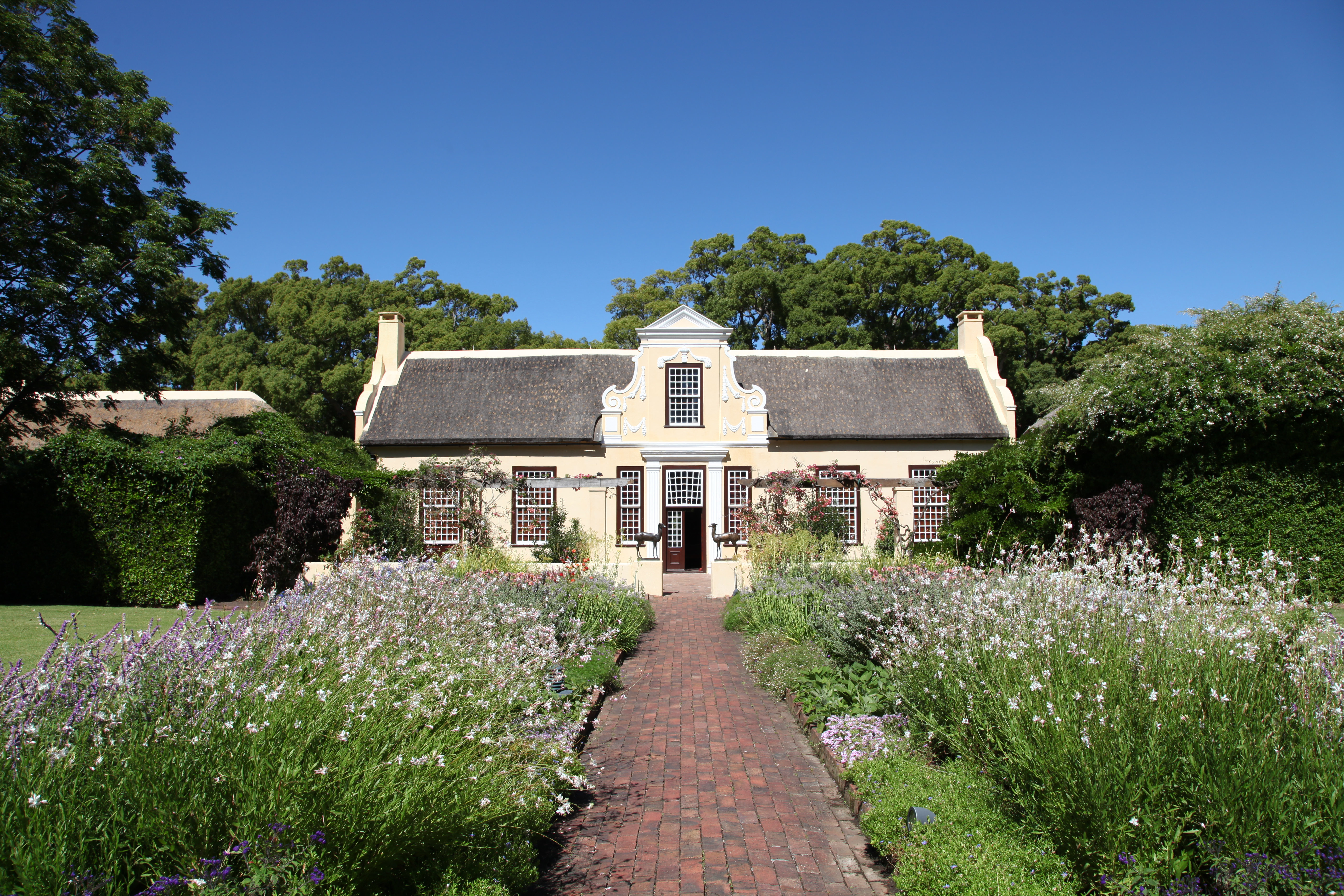
Le manoir et le domaine vinicole de l'ancien gouverneur Willem Adriaan van der Stel à Vergelegen a été acheté par Sir Philips pour son épouse en 1917

Après son retour définitif en Afrique du Sud, Florence  Phillips se ré-installe à Johannesburg (vers 1907 ou 1909), dans un Transvaal, désormais colonie britannique depuis la fin de la seconde guerre des Boers. Elle complète sa collection de peintures, avec l'objectif, à terme, de créer une galerie d'art consacrée à l'art contemporain. Ce projet, après de nombreuses difficultés, prend forme avec la fondation de la Johannesburg Art Gallery. 
Elle joue également un rôle de premier plan dans des projets visant à préserver le patrimoine artistique local. Elle persuade aussi un commerçant sud-africain, ayant fait fortune dans les diamants et devenu collectionneur d'œuvres d'art, Max Michaelis, de faire don de son importante collection de peintures hollandaises et flamandes du XVIIe siècle à différentes institutions et à aider la Johannesburg Art Gallery. Elle prend aussi la tête d'un mouvement visant à préserver et restaurer la maison Koopmans-De Wet, une demeure de style néo-classique construite dans les années 1790 et située au Cap. Elle est également un fervente collectionneuse de meubles afrikaners, à la fois pour sa propre maison et pour des institutions publiques. Elle contribue à la création d'une faculté d'Architecture à l'Université de Witwatersrand.
Florence Philips lance le premier périodique illustré en Afrique du Sud, The State. En 1913, son livre A Friendly Germany: Why Not? est publié. Lady Philips, dont le mari a été anobli en 1912, y plaide pour des relations amicales entre l'Angleterre et l'Allemagne. Elle est d'avis que la Grande-Bretagne et l'Allemagne doivent s'unir contre les mouvements d'autodétermination asiatiques et africains qui surgissent progressivement au sein de leur empire colonial respectif.
Florence et Lionel Phillips finissent par s'installer à la ferme Vergelegen, située près de Somerset West en 1924. Ici, ils consacrent leur temps libre à encourager la préservation du patrimoine national. Ils parrainent aussi et encouragent la venue d'immigrants en Afrique du Sud, particulièrement d'immigrants anglais. Comme d'autres membres de la communauté des entrepreneurs (Randlords), ils commandent des portraits à quelques artistes européens. Le salon du manoir de la ferme de Vergelegen est ainsi orné par un portrait de Lady Phillips, jeune, peint par l'artiste italien Giovanni Boldini. Un autre portrait, réalisé cette fois par le peintre britannique William Nicholson, peut être vu dans la salle de musique. 
Elle meurt en 1940, à la ferme de Vergelegen. Elle et son mari sont enterrés dans le cimetière Brixton à Johannesburg. Ils ont eu deux fils et une fille.